# Coupe du monde de football des moins de 17 ans 2009
Navigation
Coupe du monde des moins de 17 ans 2007 Coupe du monde des moins de 17 ans 2011
La coupe du monde de football des moins de 17 ans 2009 se tient au Nigeria du 24 octobre au 15 novembre 2009 et réunit 24 participants.
Peuvent y participer les joueurs nés après le 1er janvier 1992.

## Villes et stades
| Ville     | Stade                         | Capacité |
| --------- | ----------------------------- | -------- |
| Abuja     | Abuja Stadium                 | 60,000   |
| Lagos     | Stade Teslim Balogun          | 24,325   |
| Enugu     | Stade Nnamdi Azikiwe          | 22,000   |
| Ijebu Ode | Stade Gateway                 | 20,000   |
| Kano      | Stade Sani Abacha             | 18,000   |
| Kaduna    | Stade Ahmadu-Bello            | 16,500   |
| Calabar   | Stade U. J. Esuene            | 16,000   |
| Bauchi    | Stade Abubarkar Tafawa Balewa | 15,000   |

## Qualification
Outre le Nigeria, qualifié d'office en tant qu'organisateur, 23 équipes ont obtenu leur qualification sur le terrain.
| Confédération              | Tournoi qualificatif                                                                     | Qualifié(s)                                      |
| -------------------------- | ---------------------------------------------------------------------------------------- | ------------------------------------------------ |
| AFC (Asie)                 | Coupe d'Asie des nations de football des moins de 16 ans 2008                            | Iran Corée du Sud Japon Émirats arabes unis      |
| CAF (Afrique)              | Coupe d'Afrique des nations des moins de 17 ans 2009                                     | Gambie Algérie Malawi Burkina Faso               |
| CONCACAF                   | Championnat d'Amérique du Nord, centrale et Caraïbe de football des moins de 17 ans 2009 | Mexique États-Unis Costa Rica Honduras           |
| CONMEBOL (Amérique du Sud) | Championnat des moins de 17 ans de la CONMEBOL 2009                                      | Brésil Argentine Uruguay Colombie                |
| OFC (Océanie)              | Tournoi qualificatif de l'OFC des moins de 17 ans 2009                                   | Nouvelle-Zélande                                 |
| UEFA (Europe)              | Championnat d'Europe de football des moins de 17 ans 2009                                | Allemagne Pays-Bas Suisse Italie Espagne Turquie |
| Pays hôte                  | Pays hôte                                                                                | Nigeria                                          |

## Phase finale

### Groupe A
| Rang | Équipe    | Pts | J | G | N | P | Bp | Bc | Diff |
| ---- | --------- | --- | - | - | - | - | -- | -- | ---- |
| 1    | Nigeria   | 7   | 3 | 2 | 1 | 0 | 6  | 4  | +2   |
| 2    | Argentine | 6   | 3 | 2 | 0 | 1 | 4  | 3  | +1   |
| 3    | Allemagne | 4   | 3 | 1 | 1 | 1 | 7  | 6  | +1   |
| 4    | Honduras  | 0   | 3 | 0 | 0 | 3 | 1  | 5  | -4   |

| 1re journée                   | Honduras  | 0 - 1 | Argentine  | Abuja Stadium, Abuja                             |                                                  |
| 24 octobre 2009 16:00 (UTC+1) |           |       | Araujo 59e | Spectateurs : 19 560 Arbitrage : Massimo Busacca | Spectateurs : 19 560 Arbitrage : Massimo Busacca |
| 24 octobre 2009 16:00 (UTC+1) | (Rapport) |       |            | Spectateurs : 19 560 Arbitrage : Massimo Busacca | Spectateurs : 19 560 Arbitrage : Massimo Busacca |

| 24 octobre 2009 19:30 (UTC+1) | Nigeria                                   | 3 - 3 | Allemagne                                     | Abuja Stadium, Abuja                             |                                                  |
|                               | Okoro 54e (Pen) · Omeruo 59e · Egbedi 61e |       | Thy 21e · Mustafi 39e · Götze 47e · Labus 53e | Spectateurs : 21 300 Arbitrage : Ravshan Irmatov | Spectateurs : 21 300 Arbitrage : Ravshan Irmatov |
|                               | (Rapport)                                 |       |                                               | Spectateurs : 21 300 Arbitrage : Ravshan Irmatov | Spectateurs : 21 300 Arbitrage : Ravshan Irmatov |

| 2e journée                    | Allemagne | 1 - 2 | Argentine                        | Abuja Stadium, Abuja                             |                                                  |
| 27 octobre 2009 16:00 (UTC+1) | Götze 8e  |       | Espíndola 57e · Araújo 59e (Pen) | Spectateurs : 14 400 Arbitrage : Koman Coulibaly | Spectateurs : 14 400 Arbitrage : Koman Coulibaly |
| 27 octobre 2009 16:00 (UTC+1) | (Rapport) |       |                                  | Spectateurs : 14 400 Arbitrage : Koman Coulibaly | Spectateurs : 14 400 Arbitrage : Koman Coulibaly |

| 27 octobre 2009 19:00 (UTC+1) | Nigeria    | 1 - 0 | Honduras | Abuja Stadium, Abuja                             |                                                  |
|                               | Ajagun 55e |       |          | Spectateurs : 42 900 Arbitrage : Stéphane Lannoy | Spectateurs : 42 900 Arbitrage : Stéphane Lannoy |
|                               | (Rapport)  |       |          | Spectateurs : 42 900 Arbitrage : Stéphane Lannoy | Spectateurs : 42 900 Arbitrage : Stéphane Lannoy |

| 3e journée                    | Allemagne                  | 3 - 1 | Honduras   | Abuja Stadium, Abuja                            |                                                 |
| 30 octobre 2009 16:00 (UTC+1) | Thy 55e, 56e · Volland 73e |       | Lozano 46e | Spectateurs : 3 090 Arbitrage : Carlos Amarilla | Spectateurs : 3 090 Arbitrage : Carlos Amarilla |
| 30 octobre 2009 16:00 (UTC+1) | (Rapport)                  |       |            | Spectateurs : 3 090 Arbitrage : Carlos Amarilla | Spectateurs : 3 090 Arbitrage : Carlos Amarilla |

| 30 octobre 2009 16:00 (UTC+1) | Argentine | 1 - 2 | Nigeria                       | Stade Abubarkar Tafawa Balewa, Bauchi         |                                               |
|                               | Orfano 2e |       | Ojabu 5e · Emmanuel 72e (Pen) | Spectateurs : 11 467 Arbitrage : Jair Marrufo | Spectateurs : 11 467 Arbitrage : Jair Marrufo |
|                               | (Rapport) |       |                               | Spectateurs : 11 467 Arbitrage : Jair Marrufo | Spectateurs : 11 467 Arbitrage : Jair Marrufo |

### Groupe B
| Rang | Équipe  | Pts | J | G | N | P | Bp | Bc | Diff |
| ---- | ------- | --- | - | - | - | - | -- | -- | ---- |
| 1    | Suisse  | 9   | 3 | 3 | 0 | 0 | 7  | 3  | +4   |
| 2    | Mexique | 6   | 3 | 2 | 0 | 1 | 3  | 2  | +1   |
| 3    | Brésil  | 3   | 3 | 1 | 0 | 2 | 3  | 4  | -1   |
| 4    | Japon   | 0   | 3 | 0 | 0 | 3 | 5  | 9  | -4   |

| 1re journée                   | Mexique   | 0 - 2 | Suisse                                      | Stade Teslim Balogun, Lagos                    |                                                |
| 24 octobre 2009 16:00 (UTC+1) | Ponce 83e |       | Kasami 22e · Rodriguez 42e (csc) · Buff 65e | Spectateurs : 9 870 Arbitrage : Michael Hester | Spectateurs : 9 870 Arbitrage : Michael Hester |
| 24 octobre 2009 16:00 (UTC+1) | (Rapport) |       |                                             | Spectateurs : 9 870 Arbitrage : Michael Hester | Spectateurs : 9 870 Arbitrage : Michael Hester |

| 24 octobre 2009 19:00 (UTC+1) | Brésil                                          | 3 - 2 | Japon                     | Stade Teslim Balogun, Lagos                  |                                              |
|                               | Guilherme 26e · Neymar 67e · Kamita 90+4e (csc) |       | Takagi 35e · Sugimoto 84e | Spectateurs : 15 254 Arbitrage : Howard Webb | Spectateurs : 15 254 Arbitrage : Howard Webb |
|                               | (Rapport)                                       |       |                           | Spectateurs : 15 254 Arbitrage : Howard Webb | Spectateurs : 15 254 Arbitrage : Howard Webb |

| 2e journée                    | Suisse                                         | 4 - 3 | Japon                            | Stade Teslim Balogun, Lagos                   |                                               |
| 27 octobre 2009 16:00 (UTC+1) | Seferović 42e, 51e · Xhaka 53e · Rodriguez 74e |       | Miyayoshi 9e, 20e · Kojima 90+3e | Spectateurs : 9 920 Arbitrage : Carlos Batres | Spectateurs : 9 920 Arbitrage : Carlos Batres |
| 27 octobre 2009 16:00 (UTC+1) | (Rapport)                                      |       |                                  | Spectateurs : 9 920 Arbitrage : Carlos Batres | Spectateurs : 9 920 Arbitrage : Carlos Batres |

| 27 octobre 2009 19:00 (UTC+1) | Brésil    | 0 - 1 | Mexique     | Stade Teslim Balogun, Lagos                         |                                                     |
|                               |           |       | Basulto 70e | Spectateurs : 21 115 Arbitrage : Tom Henning Øvrebø | Spectateurs : 21 115 Arbitrage : Tom Henning Øvrebø |
|                               | (Rapport) |       |             | Spectateurs : 21 115 Arbitrage : Tom Henning Øvrebø | Spectateurs : 21 115 Arbitrage : Tom Henning Øvrebø |

| 3e journée                    | Japon     | 0 - 2 | Mexique                | Stade Teslim Balogun, Lagos                      |                                                  |
| 30 octobre 2009 19:00 (UTC+1) |           |       | Campos 65e · Parra 79e | Spectateurs : 17 105 Arbitrage : Stéphane Lannoy | Spectateurs : 17 105 Arbitrage : Stéphane Lannoy |
| 30 octobre 2009 19:00 (UTC+1) | (Rapport) |       |                        | Spectateurs : 17 105 Arbitrage : Stéphane Lannoy | Spectateurs : 17 105 Arbitrage : Stéphane Lannoy |

| 30 octobre 2009 19:00 (UTC+1) | Suisse          | 1 - 0 | Brésil | Abuja Stadium, Abuja                         |                                              |
|                               | Ben Khalifa 21e |       |        | Spectateurs : 4 250 Arbitrage : Eddy Maillet | Spectateurs : 4 250 Arbitrage : Eddy Maillet |
|                               | (Rapport)       |       |        | Spectateurs : 4 250 Arbitrage : Eddy Maillet | Spectateurs : 4 250 Arbitrage : Eddy Maillet |

### Groupe C
| Rang | Équipe   | Pts | J | G | N | P | Bp | Bc | Diff |
| ---- | -------- | --- | - | - | - | - | -- | -- | ---- |
| 1    | Iran     | 7   | 3 | 2 | 1 | 0 | 3  | 0  | +3   |
| 2    | Colombie | 5   | 3 | 1 | 2 | 0 | 4  | 3  | +1   |
| 3    | Pays-Bas | 3   | 3 | 1 | 0 | 2 | 3  | 4  | -1   |
| 4    | Gambie   | 1   | 3 | 0 | 1 | 2 | 3  | 5  | -2   |

| 1re journée                   | Iran                       | 2 - 0 | Gambie                | Stade U. J. Esuene, Calabar                |                                            |
| 25 octobre 2009 16:00 (UTC+1) | Sadeghian 44e · Rezaei 84e |       | Sama 33e · Janneh 87e | Spectateurs : 9 200 Arbitrage : Pablo Pozo | Spectateurs : 9 200 Arbitrage : Pablo Pozo |
| 25 octobre 2009 16:00 (UTC+1) | (Rapport)                  |       |                       | Spectateurs : 9 200 Arbitrage : Pablo Pozo | Spectateurs : 9 200 Arbitrage : Pablo Pozo |

| 25 octobre 2009 19:00 (UTC+1) | Colombie                   | 2 - 1 | Pays-Bas           | Stade U. J. Esuene, Calabar                   |                                               |
|                               | Castillo 56e · Córdoba 72e |       | Ozyakup 69e (pen.) | Spectateurs : 10 100 Arbitrage : Jerome Damon | Spectateurs : 10 100 Arbitrage : Jerome Damon |
|                               | (Rapport)                  |       |                    | Spectateurs : 10 100 Arbitrage : Jerome Damon | Spectateurs : 10 100 Arbitrage : Jerome Damon |

| 2e journée                    | Pays-Bas                   | 2 - 1 | Gambie           | Stade U. J. Esuene, Calabar                     |                                                 |
| 28 octobre 2009 16:00 (UTC+1) | Castaignos 19e · Boere 70e |       | Bojang 26e (Pen) | Spectateurs : 6 800 Arbitrage : Ravshan Irmatov | Spectateurs : 6 800 Arbitrage : Ravshan Irmatov |
| 28 octobre 2009 16:00 (UTC+1) | (Rapport)                  |       |                  | Spectateurs : 6 800 Arbitrage : Ravshan Irmatov | Spectateurs : 6 800 Arbitrage : Ravshan Irmatov |

| 28 octobre 2009 19:00 (UTC+1) | Iran      | 0 - 0 | Colombie | Stade U. J. Esuene, Calabar                    |
|                               |           |       |          | Spectateurs : 8 600 Arbitrage : Michael Hester |
|                               | (Rapport) |       |          |                                                |

| 3e journée                    | Gambie                   | 2 - 2 | Colombie               | Stade U. J. Esuene, Calabar                 |                                             |
| 31 octobre 2009 16:00 (UTC+1) | Samateh 19e · Bojang 42e |       | Cuellar 78e, 89e (Pen) | Spectateurs : 6 100 Arbitrage : Howard Webb | Spectateurs : 6 100 Arbitrage : Howard Webb |
| 31 octobre 2009 16:00 (UTC+1) | (Rapport)                |       |                        | Spectateurs : 6 100 Arbitrage : Howard Webb | Spectateurs : 6 100 Arbitrage : Howard Webb |

| 31 octobre 2009 16:00 (UTC+1) | Pays-Bas  | 0 - 1 | Iran        | Stade Nnamdi Azikiwe, Enugu                   |                                               |
|                               |           |       | Gharibi 25e | Spectateurs : 7 461 Arbitrage : Carlos Batres | Spectateurs : 7 461 Arbitrage : Carlos Batres |
|                               | (Rapport) |       |             | Spectateurs : 7 461 Arbitrage : Carlos Batres | Spectateurs : 7 461 Arbitrage : Carlos Batres |

### Groupe D
| Rang | Équipe           | Pts | J | G | N | P | Bp | Bc | Diff |
| ---- | ---------------- | --- | - | - | - | - | -- | -- | ---- |
| 1    | Turquie          | 7   | 3 | 2 | 1 | 0 | 6  | 2  | +4   |
| 2    | Burkina Faso     | 4   | 3 | 1 | 1 | 1 | 5  | 3  | +2   |
| 3    | Nouvelle-Zélande | 3   | 3 | 0 | 3 | 0 | 3  | 3  | 0    |
| 4    | Costa Rica       | 1   | 3 | 0 | 1 | 2 | 3  | 9  | -6   |

| 1re journée                   | Turquie   | 1 - 0 | Burkina Faso | Stade Nnamdi Azikiwe, Enugu                      |                                                  |
| 25 octobre 2009 16:00 (UTC+1) | Demir 3e  |       |              | Spectateurs : 12 350 Arbitrage : Carlos Amarilla | Spectateurs : 12 350 Arbitrage : Carlos Amarilla |
| 25 octobre 2009 16:00 (UTC+1) | (Rapport) |       |              | Spectateurs : 12 350 Arbitrage : Carlos Amarilla | Spectateurs : 12 350 Arbitrage : Carlos Amarilla |

| 25 octobre 2009 19:00 (UTC+1) | Costa Rica   | 1 - 1 | Nouvelle-Zélande | Stade Nnamdi Azikiwe, Enugu                   |                                               |
|                               | Campbell 35e |       | Built 19e        | Spectateurs : 16 850 Arbitrage : Eddy Maillet | Spectateurs : 16 850 Arbitrage : Eddy Maillet |
|                               | (Rapport)    |       |                  | Spectateurs : 16 850 Arbitrage : Eddy Maillet | Spectateurs : 16 850 Arbitrage : Eddy Maillet |

| 2e journée                    | Nouvelle-Zélande | 1 - 1 | Burkina Faso  | Stade Nnamdi Azikiwe, Enugu                  |                                              |
| 28 octobre 2009 16:00 (UTC+1) | Murie 57e        |       | V.Nikiema 12e | Spectateurs : 10 195 Arbitrage : Howard Webb | Spectateurs : 10 195 Arbitrage : Howard Webb |
| 28 octobre 2009 16:00 (UTC+1) | (Rapport)        |       |               | Spectateurs : 10 195 Arbitrage : Howard Webb | Spectateurs : 10 195 Arbitrage : Howard Webb |

| 29 octobre 2009 15:00 (UTC+1) | Turquie                                                                | 4 - 1 | Costa Rica | Stade Nnamdi Azikiwe, Enugu                  |                                              |
|                               | Ali Sahiner 3e · Demir 33e · Bekdemir 42e · Karakabak 52e · Iravul 70e |       | Moya 44e   | Spectateurs : 5 632 Arbitrage : Jerome Damon | Spectateurs : 5 632 Arbitrage : Jerome Damon |
|                               | (Rapport)                                                              |       |            | Spectateurs : 5 632 Arbitrage : Jerome Damon | Spectateurs : 5 632 Arbitrage : Jerome Damon |

| 3e journée                    | Burkina Faso                                             | 4 - 1 | Costa Rica             | Stade Nnamdi Azikiwe, Enugu                      |                                                  |
| 31 octobre 2009 16:00 (UTC+1) | Zoungrana 12e · Ibrango 38e · Ouedraogo 82e · Traoré 90e |       | Mora 13e · Golobio 86e | Spectateurs : 11 483 Arbitrage : Ravshan Irmatov | Spectateurs : 11 483 Arbitrage : Ravshan Irmatov |
| 31 octobre 2009 16:00 (UTC+1) | (Rapport)                                                |       |                        | Spectateurs : 11 483 Arbitrage : Ravshan Irmatov | Spectateurs : 11 483 Arbitrage : Ravshan Irmatov |

| 31 octobre 2009 16:00 (UTC+1) | Nouvelle-Zélande     | 1 - 1 | Turquie      | Stade U. J. Esuene, Calabar                    |                                                |
|                               | Hobson-McVeigh 90+1e |       | Bekdemir 17e | Spectateurs : 7 000 Arbitrage : Martin Vázquez | Spectateurs : 7 000 Arbitrage : Martin Vázquez |
|                               | (Rapport)            |       |              | Spectateurs : 7 000 Arbitrage : Martin Vázquez | Spectateurs : 7 000 Arbitrage : Martin Vázquez |

### Groupe E
| Rang | Équipe              | Pts | J | G | N | P | Bp | Bc | Diff |
| ---- | ------------------- | --- | - | - | - | - | -- | -- | ---- |
| 1    | Espagne             | 9   | 3 | 3 | 0 | 0 | 9  | 3  | +6   |
| 2    | États-Unis          | 6   | 3 | 2 | 0 | 1 | 3  | 2  | +1   |
| 3    | Émirats arabes unis | 3   | 3 | 1 | 0 | 2 | 3  | 4  | -1   |
| 4    | Malawi              | 0   | 3 | 0 | 0 | 3 | 1  | 7  | -6   |

| 1re journée                   | Émirats arabes unis       | 2 - 0 | Malawi | Stade Sani Abacha, Kano    |                            |
| 26 octobre 2009 16:00 (UTC+1) | Al Saffar 63e · Sebil 81e |       |        | Arbitrage : Martin Vázquez | Arbitrage : Martin Vázquez |
| 26 octobre 2009 16:00 (UTC+1) | (Rapport)                 |       |        | Arbitrage : Martin Vázquez | Arbitrage : Martin Vázquez |

| 26 octobre 2009 19:00 (UTC+1) | Espagne                            | 2 - 1 | États-Unis   | Stade Sani Abacha, Kano                        |                                                |
|                               | Gomez 2e · Borja 22e · Sarabia 30e |       | McInerney 4e | Spectateurs : 19 500 Arbitrage : Viktor Kassai | Spectateurs : 19 500 Arbitrage : Viktor Kassai |
|                               | (Rapport)                          |       |              | Spectateurs : 19 500 Arbitrage : Viktor Kassai | Spectateurs : 19 500 Arbitrage : Viktor Kassai |

| 2e journée                    | États-Unis  | 1 - 0 | Malawi | Stade Sani Abacha, Kano                         |                                                 |
| 29 octobre 2009 16:00 (UTC+1) | Shinsky 54e |       |        | Spectateurs : 9 000 Arbitrage : Massimo Busacca | Spectateurs : 9 000 Arbitrage : Massimo Busacca |
| 29 octobre 2009 16:00 (UTC+1) | (Rapport)   |       |        | Spectateurs : 9 000 Arbitrage : Massimo Busacca | Spectateurs : 9 000 Arbitrage : Massimo Busacca |

| 29 octobre 2009 19:00 (UTC+1) | Émirats arabes unis | 1 - 3 | Espagne                            | Stade Sani Abacha, Kano                         |                                                 |
|                               | Sebil 68e           |       | Isco 12e · Borja 19e · Carmona 88e | Spectateurs : 20 000 Arbitrage : Wolfgang Stark | Spectateurs : 20 000 Arbitrage : Wolfgang Stark |
|                               | (Rapport)           |       |                                    | Spectateurs : 20 000 Arbitrage : Wolfgang Stark | Spectateurs : 20 000 Arbitrage : Wolfgang Stark |

| 3e journée                      | Malawi      | 1 - 4 | Espagne                                      | Stade Sani Abacha, Kano |                        |
| 1er novembre 2009 16:00 (UTC+1) | Milanzi 82e |       | Carmona 32e · Morata 60e, 74e · Espinosa 62e | Arbitrage : Pablo Pozo  | Arbitrage : Pablo Pozo |
| 1er novembre 2009 16:00 (UTC+1) | (Rapport)   |       |                                              | Arbitrage : Pablo Pozo  | Arbitrage : Pablo Pozo |

| 1er novembre 2009 16:00 (UTC+1) | États-Unis    | 1 - 0 | Émirats arabes unis | Stade Gateway, Ijebu Ode                         |                                                  |
|                                 | McInerney 35e |       |                     | Spectateurs : 13 780 Arbitrage : Koman Coulibaly | Spectateurs : 13 780 Arbitrage : Koman Coulibaly |
|                                 | (Rapport)     |       |                     | Spectateurs : 13 780 Arbitrage : Koman Coulibaly | Spectateurs : 13 780 Arbitrage : Koman Coulibaly |

### Groupe F
| Rang | Équipe       | Pts | J | G | N | P | Bp | Bc | Diff |
| ---- | ------------ | --- | - | - | - | - | -- | -- | ---- |
| 1    | Italie       | 7   | 3 | 2 | 1 | 0 | 3  | 1  | +2   |
| 2    | Corée du Sud | 6   | 3 | 2 | 0 | 1 | 6  | 3  | +3   |
| 3    | Uruguay      | 4   | 3 | 1 | 1 | 1 | 3  | 3  | 0    |
| 4    | Algérie      | 0   | 3 | 0 | 0 | 3 | 0  | 5  | -5   |

| 1re journée                   | Uruguay            | 1 - 3 | Corée du Sud                                            | Stade Ahmadu-Bello, Kaduna |                            |
| 26 octobre 2009 16:00 (UTC+1) | Gallegos 60e (Pen) |       | Nam Seung-Woo 13e · Son Heung-Min 62e · Lee Jong-Ho 90e | Arbitrage : Wolfgang Stark | Arbitrage : Wolfgang Stark |
| 26 octobre 2009 16:00 (UTC+1) | (Rapport)          |       |                                                         | Arbitrage : Wolfgang Stark | Arbitrage : Wolfgang Stark |

| 26 octobre 2009 19:00 (UTC+1) | Algérie   | 0 - 1 | Italie      | Stade Ahmadu-Bello, Kaduna                    |                                               |
|                               |           |       | Carraro 78e | Spectateurs : 18 148 Arbitrage : Jair Marrufo | Spectateurs : 18 148 Arbitrage : Jair Marrufo |
|                               | (Rapport) |       |             | Spectateurs : 18 148 Arbitrage : Jair Marrufo | Spectateurs : 18 148 Arbitrage : Jair Marrufo |

| 2e journée                    | Italie                       | 2 - 1 | Corée du Sud          | Stade Ahmadu-Bello, Kaduna                  |                                             |
| 29 octobre 2009 16:00 (UTC+1) | Camporese 56e · Iemmello 61e |       | Kim Jin-su 30e (pen.) | Spectateurs : 11 400 Arbitrage : Pablo Pozo | Spectateurs : 11 400 Arbitrage : Pablo Pozo |
| 29 octobre 2009 16:00 (UTC+1) | (Rapport)                    |       |                       | Spectateurs : 11 400 Arbitrage : Pablo Pozo | Spectateurs : 11 400 Arbitrage : Pablo Pozo |

| 29 octobre 2009 19:00 (UTC+1) | Uruguay                 | 2 - 0 | Algérie | Stade Ahmadu-Bello, Kaduna                    |                                               |
|                               | Luna 47e · Gallegos 70e |       |         | Spectateurs : 13 879 Arbitrage : Jair Marrufo | Spectateurs : 13 879 Arbitrage : Jair Marrufo |
|                               | (Rapport)               |       |         | Spectateurs : 13 879 Arbitrage : Jair Marrufo | Spectateurs : 13 879 Arbitrage : Jair Marrufo |

| 3e journée                      | Corée du Sud                        | 2 - 0 | Algérie | Stade Ahmadu-Bello, Kaduna                      |                                                 |
| 1er novembre 2009 16:00 (UTC+1) | Lee Jong-Ho 12e · Son Heung-Min 22e |       |         | Spectateurs : 14 755 Arbitrage : Michael Hester | Spectateurs : 14 755 Arbitrage : Michael Hester |
| 1er novembre 2009 16:00 (UTC+1) | (Rapport)                           |       |         | Spectateurs : 14 755 Arbitrage : Michael Hester | Spectateurs : 14 755 Arbitrage : Michael Hester |

| 1er novembre 2009 16:00 (UTC+1) | Italie    | 0 - 0 | Uruguay | Stade Sani Abacha, Kano                             |
|                                 |           |       |         | Spectateurs : 20 000 Arbitrage : Tom Henning Øvrebø |
|                                 | (Rapport) |       |         |                                                     |

Les quatre meilleurs troisièmes de groupe (Allemagne, Nouvelle-Zélande, Émirats arabes unis, Uruguay) sont repêchés pour compléter le tableau des huitièmes de finale.

### Tableau final
C'est la dernière fois qu'en Coupe du monde des moins de 17 ans, avant d'éventuels tirs au but, il y a une prolongation de prévue en cas d'égalité à l'issue du temps règlementaire.
|  | Huitièmes de finale    | Huitièmes de finale    |              |                        | Quarts de finale       | Quarts de finale    |   |  | Demi-finales        | Demi-finales        |  |  | Finale              | Finale              |
|  | Huitièmes de finale    | Huitièmes de finale    |              |                        | Quarts de finale       | Quarts de finale    |   |  | Demi-finales        | Demi-finales        |  |  | Finale              | Finale              |
|  |                        |                        |              |                        |                        |                     |   |  |                     |                     |  |  |                     |                     |
|  | 4 novembre - Ijebu Ode | 4 novembre - Ijebu Ode |              |                        | 8 novembre - Bauchi    | 8 novembre - Bauchi |   |  | 12 novembre - Lagos | 12 novembre - Lagos |  |  | 15 novembre - Abuja | 15 novembre - Abuja |
|  | 4 novembre - Ijebu Ode | 4 novembre - Ijebu Ode |              |                        | 8 novembre - Bauchi    | 8 novembre - Bauchi |   |  | 12 novembre - Lagos | 12 novembre - Lagos |  |  | 15 novembre - Abuja | 15 novembre - Abuja |
|  | Argentine              | 2                      |              |                        | 8 novembre - Bauchi    | 8 novembre - Bauchi |   |  | 12 novembre - Lagos | 12 novembre - Lagos |  |  | 15 novembre - Abuja | 15 novembre - Abuja |
|  | Argentine              | 2                      |              |                        | 8 novembre - Bauchi    | 8 novembre - Bauchi |   |  | 12 novembre - Lagos | 12 novembre - Lagos |  |  | 15 novembre - Abuja | 15 novembre - Abuja |
|  | Colombie               | 3                      |              |                        | 8 novembre - Bauchi    | 8 novembre - Bauchi |   |  | 12 novembre - Lagos | 12 novembre - Lagos |  |  | 15 novembre - Abuja | 15 novembre - Abuja |
|  | Colombie               | 3                      | Colombie     | 1ap (5)                |                        |                     |   |  | 12 novembre - Lagos | 12 novembre - Lagos |  |  | 15 novembre - Abuja | 15 novembre - Abuja |
|  | 4 novembre - Enugu     |                        | Colombie     | 1ap (5)                |                        |                     |   |  | 12 novembre - Lagos | 12 novembre - Lagos |  |  | 15 novembre - Abuja | 15 novembre - Abuja |
|  |                        | Turquie                | 1 tab(3)     |                        |                        |                     |   |  | 12 novembre - Lagos | 12 novembre - Lagos |  |  | 15 novembre - Abuja | 15 novembre - Abuja |
|  | Turquie                | Turquie                | 1 tab(3)     | 2                      |                        |                     |   |  | 12 novembre - Lagos | 12 novembre - Lagos |  |  | 15 novembre - Abuja | 15 novembre - Abuja |
|  | Turquie                | 8 novembre - Ijebu Ode |              | 2                      |                        |                     |   |  | 12 novembre - Lagos | 12 novembre - Lagos |  |  | 15 novembre - Abuja | 15 novembre - Abuja |
|  | Émirats arabes unis    | 0                      |              |                        |                        |                     |   |  | 12 novembre - Lagos | 12 novembre - Lagos |  |  | 15 novembre - Abuja | 15 novembre - Abuja |
|  | Émirats arabes unis    | 0                      | Colombie     | 0                      |                        |                     |   |  |                     |                     |  |  | 15 novembre - Abuja | 15 novembre - Abuja |
|  | 4 novembre - Lagos     |                        | Colombie     | 0                      |                        |                     |   |  |                     |                     |  |  | 15 novembre - Abuja | 15 novembre - Abuja |
|  |                        | Suisse                 | 4            |                        |                        |                     |   |  |                     |                     |  |  | 15 novembre - Abuja | 15 novembre - Abuja |
|  | Suisse                 | Suisse                 | 4            | 4ap                    |                        |                     |   |  |                     |                     |  |  | 15 novembre - Abuja | 15 novembre - Abuja |
|  | Suisse                 | 12 novembre - Lagos    |              | 4ap                    |                        |                     |   |  |                     |                     |  |  | 15 novembre - Abuja | 15 novembre - Abuja |
|  | Allemagne              | 3                      |              |                        |                        |                     |   |  |                     |                     |  |  | 15 novembre - Abuja | 15 novembre - Abuja |
|  | Allemagne              | 3                      | Suisse       | 2                      |                        |                     |   |  |                     |                     |  |  | 15 novembre - Abuja | 15 novembre - Abuja |
|  | 4 novembre - Kaduna    |                        | Suisse       | 2                      |                        |                     |   |  |                     |                     |  |  | 15 novembre - Abuja | 15 novembre - Abuja |
|  |                        | Italie                 | 1            |                        |                        |                     |   |  |                     |                     |  |  | 15 novembre - Abuja | 15 novembre - Abuja |
|  | Italie                 | Italie                 | 1            | 2                      |                        |                     |   |  |                     |                     |  |  | 15 novembre - Abuja | 15 novembre - Abuja |
|  | Italie                 | 9 novembre - Kaduna    |              | 2                      |                        |                     |   |  |                     |                     |  |  | 15 novembre - Abuja | 15 novembre - Abuja |
|  | États-Unis             | 1                      |              |                        |                        |                     |   |  |                     |                     |  |  | 15 novembre - Abuja | 15 novembre - Abuja |
|  | États-Unis             | 1                      | Suisse       | 1                      |                        |                     |   |  |                     |                     |  |  |                     |                     |
|  | 5 novembre - Kano      |                        | Suisse       | 1                      |                        |                     |   |  |                     |                     |  |  |                     |                     |
|  |                        | Nigeria                | 0            |                        |                        |                     |   |  |                     |                     |  |  |                     |                     |
|  | Espagne                | Nigeria                | 0            | 4                      |                        |                     |   |  |                     |                     |  |  |                     |                     |
|  | Espagne                |                        |              | 4                      |                        |                     |   |  |                     |                     |  |  |                     |                     |
|  | Burkina Faso           | 1                      |              |                        |                        |                     |   |  |                     |                     |  |  |                     |                     |
|  | Burkina Faso           | 1                      | Espagne      | 3ap (4)                |                        |                     |   |  |                     |                     |  |  |                     |                     |
|  | 5 novembre - Calabar   |                        | Espagne      | 3ap (4)                |                        |                     |   |  |                     |                     |  |  |                     |                     |
|  |                        | Uruguay                | 3 tab(2)     |                        |                        |                     |   |  |                     |                     |  |  |                     |                     |
|  | Iran                   | Uruguay                | 3 tab(2)     | 1                      |                        |                     |   |  |                     |                     |  |  |                     |                     |
|  | Iran                   | 9 novembre - Calabar   |              | 1                      |                        |                     |   |  |                     |                     |  |  |                     |                     |
|  | Uruguay                | 2ap                    |              |                        |                        |                     |   |  |                     |                     |  |  |                     |                     |
|  | Uruguay                | 2ap                    | Espagne      | 1                      |                        |                     |   |  |                     |                     |  |  |                     |                     |
|  | 5 novembre - Bauchi    |                        | Espagne      | 1                      |                        |                     |   |  |                     |                     |  |  |                     |                     |
|  |                        | Nigeria                | 3            |                        |                        |                     |   |  |                     |                     |  |  |                     |                     |
|  | Mexique                | Nigeria                | 3            | 1ap (3)                |                        |                     |   |  |                     |                     |  |  |                     |                     |
|  | Mexique                |                        |              | 1ap (3)                |                        |                     |   |  |                     |                     |  |  |                     |                     |
|  | Corée du Sud           | 1 tab(5)               |              | Match pour la 3e place | Match pour la 3e place |                     |   |  |                     |                     |  |  |                     |                     |
|  | Corée du Sud           | 1 tab(5)               | Corée du Sud | Match pour la 3e place | Match pour la 3e place | 1                   |   |  |                     |                     |  |  |                     |                     |
|  | 5 novembre - Abuja     | 5 novembre - Abuja     | Corée du Sud | 15 novembre - Abuja    | 15 novembre - Abuja    | 1                   |   |  |                     |                     |  |  |                     |                     |
|  | 5 novembre - Abuja     | 5 novembre - Abuja     |              | 15 novembre - Abuja    | 15 novembre - Abuja    | Nigeria             | 3 |  |                     |                     |  |  |                     |                     |
|  | Nigeria                | 5                      | Colombie     | 0                      |                        | Nigeria             | 3 |  |                     |                     |  |  |                     |                     |
|  | Nigeria                | 5                      | Colombie     | 0                      |                        |                     |   |  |                     |                     |  |  |                     |                     |
|  | Nouvelle-Zélande       | 0                      |              | Espagne                | 1                      |                     |   |  |                     |                     |  |  |                     |                     |
|  | Nouvelle-Zélande       | 0                      |              | Espagne                | 1                      |                     |   |  |                     |                     |  |  |                     |                     |

### Huitièmes de finale
| 4 novembre 2009 16:00 (UTC+2) | Argentine                                       | 2 - 3 | Colombie                                  | Stade Gateway, Ijebu Ode                        |                                                 |
|                               | González Pírez 17e · Araujo 57e · Espindola 65e |       | Murillo 63e · Blanco 88e · Quiñones 90+1e | Spectateurs : 12 460 Arbitrage : Wolfgang Stark | Spectateurs : 12 460 Arbitrage : Wolfgang Stark |
|                               | (Rapport)                                       |       |                                           | Spectateurs : 12 460 Arbitrage : Wolfgang Stark | Spectateurs : 12 460 Arbitrage : Wolfgang Stark |

| 4 novembre 2009 19:00 (UTC+2) | Turquie                            | 2 - 0 | Émirats arabes unis | Stade Nnamdi Azikiwe, Enugu                   |                                               |
|                               | Şeker 2e · Gokce 39e · Özbek 90+2e |       |                     | Spectateurs : 16 782 Arbitrage : Eddy Maillet | Spectateurs : 16 782 Arbitrage : Eddy Maillet |
|                               | (Rapport)                          |       |                     | Spectateurs : 16 782 Arbitrage : Eddy Maillet | Spectateurs : 16 782 Arbitrage : Eddy Maillet |

| 4 novembre 2009 19:00 (UTC+2) | Suisse                                                                                 | 4 - 3 a. p. | Allemagne                                          | Stade Teslim Balogun, Lagos                     |                                                 |
|                               | Rodríguez 35e · Seferović 49e · Hajrović 90e · Gonçalves 101e · Ben Khalifa 116e (Pen) |             | Götze 39e · Trinks 78e · Mustafi 106e · Malli 118e | Spectateurs : 15 515 Arbitrage : Martin Vázquez | Spectateurs : 15 515 Arbitrage : Martin Vázquez |
|                               | (Rapport)                                                                              |             |                                                    | Spectateurs : 15 515 Arbitrage : Martin Vázquez | Spectateurs : 15 515 Arbitrage : Martin Vázquez |

| 4 novembre 2009 16:00 (UTC+2) | Italie                     | 2 - 1 | États-Unis                      | Stade Ahmadu-Bello, Kaduna                       |                                                  |
|                               | Beretta 29e · Iemmello 56e |       | Palodichuk 51e · Zavaleta 90+3e | Spectateurs : 11 301 Arbitrage : Carlos Amarilla | Spectateurs : 11 301 Arbitrage : Carlos Amarilla |
|                               | (Rapport)                  |       |                                 | Spectateurs : 11 301 Arbitrage : Carlos Amarilla | Spectateurs : 11 301 Arbitrage : Carlos Amarilla |

| 5 novembre 2009 16:00 (UTC+2) | Espagne                                   | 4 - 1 | Burkina Faso           | Stade Sani Abacha, Kano                         |                                                 |
|                               | Roberto 19e, 56e, 67e · Carmona 83e (Pen) |       | Ibrango 26e · Soro 81e | Spectateurs : 14 000 Arbitrage : Michael Hester | Spectateurs : 14 000 Arbitrage : Michael Hester |
|                               | (Rapport)                                 |       |                        | Spectateurs : 14 000 Arbitrage : Michael Hester | Spectateurs : 14 000 Arbitrage : Michael Hester |

| 5 novembre 2009 19:00 (UTC+2) | Iran                        | 1 - 2 a. p. | Uruguay             | Stade U. J. Esuene, Calabar                     |                                                 |
|                               | Esmaeil 119e · Shirazi 115e |             | Gallegos 104e, 117e | Spectateurs : 3 600 Arbitrage : Stéphane Lannoy | Spectateurs : 3 600 Arbitrage : Stéphane Lannoy |
|                               | (Rapport)                   |             |                     | Spectateurs : 3 600 Arbitrage : Stéphane Lannoy | Spectateurs : 3 600 Arbitrage : Stéphane Lannoy |

| 5 novembre 2009 16:00 (UTC+2)    | Mexique         | 1 - 1 a. p.                                                      | Corée du Sud       | Stade Abubarkar Tafawa Balewa, Kaduna         |                                               |
|                                  | Madrigal 44e    |                                                                  | Kim Dong-Jin 90+2e | Spectateurs : 11 589 Arbitrage : Jerome Damon | Spectateurs : 11 589 Arbitrage : Jerome Damon |
|                                  | (Rapport)       |                                                                  |                    | Spectateurs : 11 589 Arbitrage : Jerome Damon | Spectateurs : 11 589 Arbitrage : Jerome Damon |
| Campos · Basulto · García · Vera | Tirs au but 3-5 | Lee Chang · Ahn Jin-Bum · Kim Jin-su · Lee Jong-Ho · Lee Min-Soo |                    | Spectateurs : 11 589 Arbitrage : Jerome Damon | Spectateurs : 11 589 Arbitrage : Jerome Damon |

| 5 novembre 2009 19:00 (UTC+2) | Nigeria                                         | 5 - 0 | Nouvelle-Zélande | Abuja Stadium, Abuja                             |                                                  |
|                               | Egbedi 14e, 28e · Okoro 24e · Emmanuel 74e, 79e |       | Lindsay 35e      | Spectateurs : 35 200 Arbitrage : Massimo Busacca | Spectateurs : 35 200 Arbitrage : Massimo Busacca |
|                               | (Rapport)                                       |       |                  | Spectateurs : 35 200 Arbitrage : Massimo Busacca | Spectateurs : 35 200 Arbitrage : Massimo Busacca |

### Quarts de finale
| 8 novembre 2009 16:00 (UTC+2)              | Colombie        | 1 - 1 a. p.                    | Turquie   | Stade Abubarkar Tafawa Balewa, Bauchi            |                                                  |
|                                            | Ramos 90e       |                                | Demir 20e | Spectateurs : 11 532 Arbitrage : Koman Coulibaly | Spectateurs : 11 532 Arbitrage : Koman Coulibaly |
|                                            | (Rapport)       |                                |           | Spectateurs : 11 532 Arbitrage : Koman Coulibaly | Spectateurs : 11 532 Arbitrage : Koman Coulibaly |
| Arias · Murillo · Ramos · Cataño · Cuellar | Tirs au but 5-3 | Gülle · Şeker · Iravul · Alkan |           | Spectateurs : 11 532 Arbitrage : Koman Coulibaly | Spectateurs : 11 532 Arbitrage : Koman Coulibaly |

| 8 novembre 2009 19:00 (UTC+2) | Suisse                                  | 2 - 1 | Italie      | Stade Gateway, Ijebu Ode                       |                                                |
|                               | Ben Khalifa 24e · Buff 62e · Veseli 63e |       | Carraro 32e | Spectateurs : 13 482 Arbitrage : Viktor Kassai | Spectateurs : 13 482 Arbitrage : Viktor Kassai |
|                               | (Rapport)                               |       |             | Spectateurs : 13 482 Arbitrage : Viktor Kassai | Spectateurs : 13 482 Arbitrage : Viktor Kassai |

| 9 novembre 2009 16:00 (UTC+2)               | Espagne                                       | 3 - 3 a. p.                              | Uruguay                                               | Stade Ahmadu-Bello, Kaduna                     |                                                |
|                                             | Isco 18e (Pen) · Muniesa 45e · Borja 49e, 51e |                                          | Luna 11e · Sarraute 31e · Mezquida 71e · Gallegos 84e | Spectateurs : 10 281 Arbitrage : Carlos Batres | Spectateurs : 10 281 Arbitrage : Carlos Batres |
|                                             | (Rapport)                                     |                                          |                                                       | Spectateurs : 10 281 Arbitrage : Carlos Batres | Spectateurs : 10 281 Arbitrage : Carlos Batres |
| Gómez · Borja · Aurtenetxe · Sarabia · Isco | Tirs au but 4-2                               | Gallegos · Barreto · Laureiro · Mezquida |                                                       | Spectateurs : 10 281 Arbitrage : Carlos Batres | Spectateurs : 10 281 Arbitrage : Carlos Batres |

| 9 novembre 2009 19:00 (UTC+2) | Corée du Sud      | 1 - 3 | Nigeria                            | Stade U. J. Esuene, Calabar                 |                                             |
|                               | Son Heung-Min 40e |       | Azeez 23e · Ajagun 50e · Envoh 85e | Spectateurs : 9 100 Arbitrage : Howard Webb | Spectateurs : 9 100 Arbitrage : Howard Webb |
|                               | (Rapport)         |       |                                    | Spectateurs : 9 100 Arbitrage : Howard Webb | Spectateurs : 9 100 Arbitrage : Howard Webb |

### Demi-finales
| 12 novembre 2009 16:00 (UTC+2) | Colombie  | 0 - 4 | Suisse                                                                 | Stade Teslim Balogun Stadium, Lagos             |                                                 |
|                                | Arias 13e |       | Ben Khalifa 14e (Pen) · Seferović 36e · Martignoni 50e · Rodriguez 68e | Spectateurs : 18 011 Arbitrage : Michael Hester | Spectateurs : 18 011 Arbitrage : Michael Hester |
|                                | (Rapport) |       |                                                                        | Spectateurs : 18 011 Arbitrage : Michael Hester | Spectateurs : 18 011 Arbitrage : Michael Hester |

| 12 novembre 2009 19:00 (UTC+2) | Espagne   | 1 - 3 | Nigeria                       | Stade Teslim Balogun Stadium, Lagos              |                                                  |
|                                | Borja 83e |       | Okoro 30e · Emmanuel 61e, 71e | Spectateurs : 24 000 Arbitrage : Ravshan Irmatov | Spectateurs : 24 000 Arbitrage : Ravshan Irmatov |
|                                | (Rapport) |       |                               | Spectateurs : 24 000 Arbitrage : Ravshan Irmatov | Spectateurs : 24 000 Arbitrage : Ravshan Irmatov |

### Match pour la troisième place
| 15 novembre 2009 16:00 (UTC+2) | Colombie  | 0 - 1 | Espagne  | Abuja Stadium, Abuja                             |                                                  |
|                                |           |       | Isco 75e | Spectateurs : 40 000 Arbitrage : Koman Coulibaly | Spectateurs : 40 000 Arbitrage : Koman Coulibaly |
|                                | (Rapport) |       |          | Spectateurs : 40 000 Arbitrage : Koman Coulibaly | Spectateurs : 40 000 Arbitrage : Koman Coulibaly |

### Finale
| 15 novembre 2009 19:00 (UTC+2) | Suisse        | 1 - 0 | Nigeria | Abuja Stadium, Abuja                            |                                                 |
| | Seferović 63e | |         | Spectateurs : 60 000 Arbitrage : Martin Vázquez | Spectateurs : 60 000 Arbitrage : Martin Vázquez |
| | (Rapport)     | |         | Spectateurs : 60 000 Arbitrage : Martin Vázquez | Spectateurs : 60 000 Arbitrage : Martin Vázquez |
| Siegrist - Kamber, Chappuis, Veseli (c) ( 78e Hajrović), Rodríguez, Martignoni ( 67e Gonçalves) - Buff, Xhaka ( 92e Nimeley), Kasami - Seferović, Ben Khalifa | Équipes       | Paul - Oliha, Aliyu, Chukwudi (c), Omeruo - Ajagun, Azeez - Okoro, Envoh, Emmanuel ( 76e Otubanjo), Egbedi ( 70e Kayode) |         | Spectateurs : 60 000 Arbitrage : Martin Vázquez | Spectateurs : 60 000 Arbitrage : Martin Vázquez |

## Récompenses
| Ballon d'or       | Ballon d'argent  | Ballon de bronze  |
| ----------------- | ---------------- | ----------------- |
| Emmanuel          | Ben Khalifa      | Azeez             |
| Soulier d'or      | Soulier d'argent | Soulier de bronze |
| Borja             | Emmanuel         | Gallegos          |
| 5 buts            | 5 buts           | 5 buts            |
| Gant d'Or         |                  |                   |
| Benjamin Siegrist |                  |                   |
| Prix du Fair-play |                  |                   |
| Nigeria           |                  |                   |

## Meilleurs buteurs
| 5 buts - Sani Emmanuel - Borja - Haris Seferović - Sebastián Gallegos 4 buts - Nassim Ben Khalifa 3 buts - Sergio Araujo - Mario Götze - Lennart Thy - Son Heung-Min - Edafe Egbedi - Stanley Okoro - Adrià Carmona - Isco - Sergi Roberto - Ricardo Rodríguez - Muhammet Demir 2 buts - Vincent de Paul Yaogo - Gustavo Cuéllar - Ebrima Bojang - Federico Carraro - Pietro Iemmello - Takumi Miyayoshi - Lee Jong-Ho - Abdul Ajagun - Álvaro Morata - Engin Bekdemir - Mohammad Sebil - Jack McInerney - Adrián Luna | 1 but - Esteban Espíndola - Leandro González Pirez - Esteban Orfano - Guilherme - Neymar - Victor Nikiema - Louckmane Ouedraogo - Bertrand Traoré - Zidane Zoungrana - Jean Blanco - Fabián Castillo - Déiner Córdoba - Jeison Murillo - Héctor Quiñones - Jorge Ramos - Joel Campbell - Juan Golobio - Jonathan Moya - Lamin Sarjo Samateh - Yunus Mallı - Shkodran Mustafi - Florian Trinks - Kevin Volland - Anthony Lozano - Afshin Esmaeilzadeh - Milad Gharibi - Kaveh Rezaei - Payam Sadeghian - Giacomo Beretta - Michele Camporese - Shuto Kojima - Kenyu Sugimoto - Yoshiaki Takagi - Kim Dong-Jin | 1 but - Kim Jin-su - Nam Seung-Woo - Luke Milanzi - Miguel Basulto - Carlos Campos - Guillermo Madrigal - Carlos Parra - Tom Boere - Luc Castaignos - Oguzhan Özyakup - Michael Built - Jack Hobson-McVeigh - Gordon Murie - Ramon Azeez - Terry Envoh - Omoh Ojabu - Kenneth Omeruo - Javier Espinosa - Pablo Sarabia - Oliver Buff - André Gonçalves - Pajtim Kasami - Bruno Martignoni - Granit Xhaka - Gökay Iravul - Ufuk Özbek - Ömer Ali Şahiner - Furkan Şeker - Marwan Al-Saffar - Nick Palodichuk - Alex Shinsky - Gabriel Mezquida But contre son camp - Jun Kamita (pour le Brésil) - José Rodríguez (pour la Suisse) |